# 奇萊肋柱花
奇萊肋柱花（Lomatogonium chilaiensis），一年生草本植物，是目前分佈最南的龍膽科肋柱花屬（Lomatogonium）植物，台灣生物學家王震哲與陳志雄1998年秋天於奇萊山區發現，於2000年發表。
其特徵為：
1. 植株：直立、約為10公分
2. 葉：無柄、對生、卵形至披針形，長度少於1公分。
3. 花：小型，直徑約為1公分，有4至5枚白色的花瓣
4. 果實：蒴果，兩瓣開裂，內含黑褐色的細小種子